# Armand Schotsmans
Armand Schotsmans, né le 8 novembre 1887 à Diest et décédé le 30 avril 1951 à Herck-la-Ville fut un homme politique catholique belge.
Schotsmans fut notaire.
Il fut élu sénateur provincial de la province de Limbourg (Belgique) de 1929 à 1932.

## Sources
- Bio sur ODIS